# MILF (film)
MILF este un film de comedie erotică din 2010, distribuit de The Asylum. Filmul împrumută elemente din Plăcinta americană și Răzbunarea tocilarilor.

## Distribuție
- Jack Cullison ca Brandon Murphy
- Phillip Marlatt ca Anthony Reese
- Joseph Booton ca Nate
- Ramon Camacho ca Ross
- Amy Lindsay ca Holly Reese
- Molinee Green ca Lori Murphy
- Silvija Durann ca Mindy
- Melidia Camren ca Renna
- Rachel Riley ca Erica
- Jamie Bernadette ca Alex

## Legături externe
- MILF Arhivat în 23 august 2013, la Wayback Machine. at The Asylum
- MILF la Internet Movie Database
- Milf pe CineMagia
- Milf[nefuncțională – arhivă]
 pe CinemaRx